# Hôtel d'Avaray

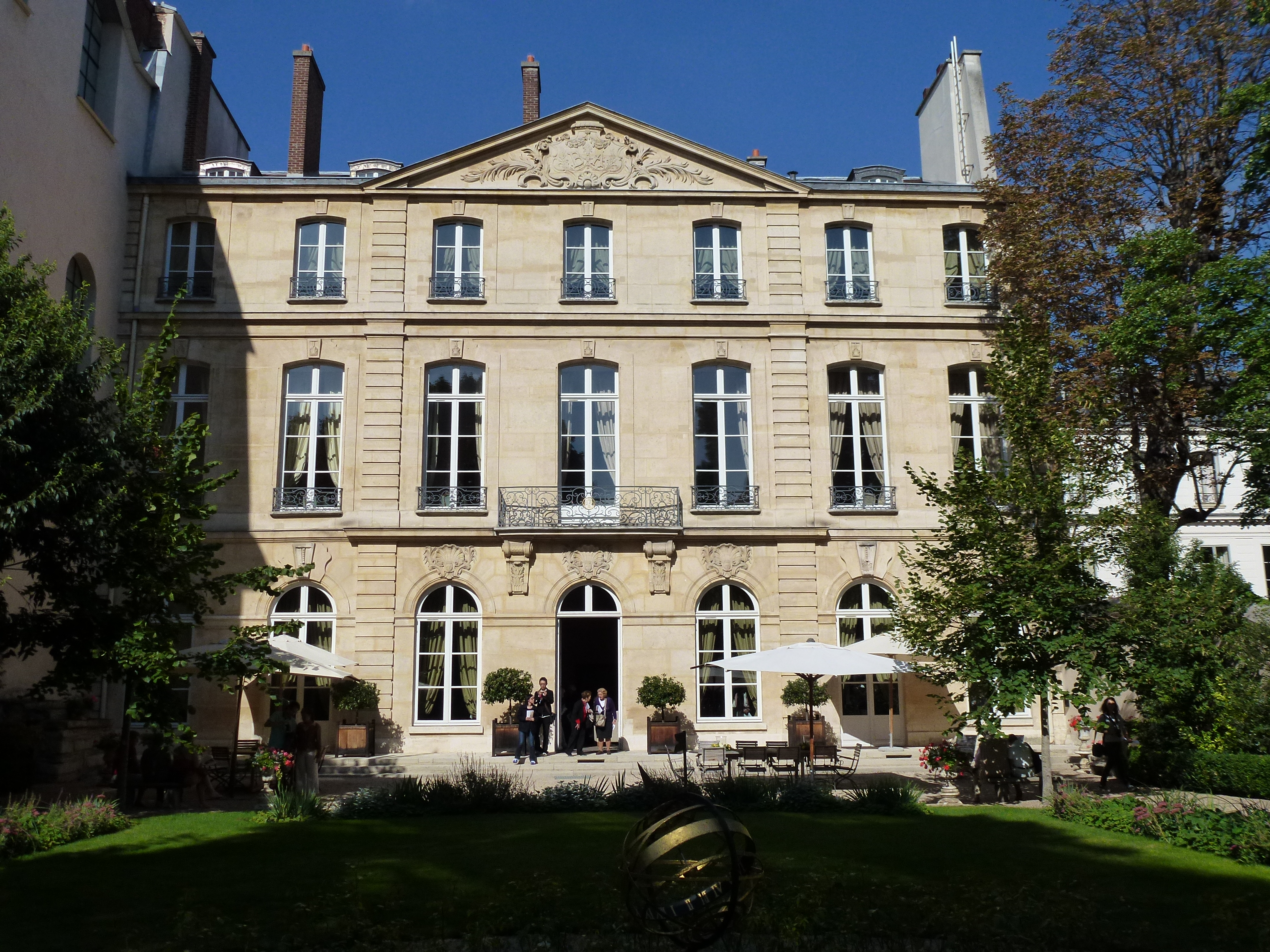
Hôtel d’Avaray, heute Residenz des niederländischen Botschafters in Paris

Das Hôtel d’Avaray ist ein Hôtel particulier in der Rue de Grenelle Nr. 85 im 7. Arrondissement von Paris. Es wurde ab 1718 auf Wunsch von Claude Théophile de Béziade, Marquis d’Avaray, vom Architekten Jean-Baptiste Leroux gebaut. Es wurde 1720 fertiggestellt und blieb bis 1920 Eigentum der Familie Béziade d’Avaray. Seitdem ist es Eigentum des Königreichs der Niederlande, das es von 1920 bis 1973 als seine Botschaft nutzte. Seit dem Umzug der diplomatischen Dienste in das Gebäude in der Rue Éblé dient es als Residenz des Botschafters.
Das Hotel d’Avaray grenzt an das Hôtel de Bauffremont in der Nr. 87 und liegt nicht weit vom Hôtel Matignon, der Residenz des Premierministers, in der Rue de Varenne Nr. 57 entfernt.

## Geschichte
Am 23. August 1718 erwarb der Architekt Jean-Baptiste Leroux 660 Toisen und 4 Fuß Land aus der Erbschaft des Gärtnermeisters Michel Lemire für 31.200 Pfund, um eine Residenz für Claude Théophile de Béziade, 2. Marquis von Avaray, zu errichten. Die Arbeiten dauerten unter der Leitung des Maurermeisters Bossery zwei Jahre und kosteten den Marquis 194.000 Livres.[1.] Der Marquis, Sohn von Théophile de Béziade d’Avaray, war Lieutenant-général und Ritter im Orden vom Heiligen Geist. Dank seiner Position als Gouverneur von Flandern und Hennegau schmückte er sein Palais reichlich mit Brüsseler Wandteppichen, die die Jahreszeiten, die Monate des Jahres und andere mythologische Themen darstellten.
Die Aufgaben des Marquis führte dazu, dass er nicht sofort in seinem Hotel wohnte, so dass er es kurz nach Abschluss der Arbeiten an Horace Walpole, außerordentlichen Gesandten und bevollmächtigten Minister Englands, vermietete. Erst 1727 zogen der Marquis, seine Frau Catherine Angélique, geborene Foucault, und drei ihrer vier Kinder in das Hôtel.
Am 6. April 1745 starb Claude Théophile de Béziade im Alter von 89 Jahren in seinem Palais, sein Sohn Charles-Théophile im Jahr darauf. Der Enkel Claude-Antoine war dann bis zur Revolution Besitzers des Hôtels, das aufgrund seiner Emigration 1791 beschlagnahmt, aber später zurückgegeben wurde.
Claude Antoine de Béziade starb 1829 als 2. Herzog von Avaray, das Hôtel d’Avaray. Dessen Erbe war der jüngste Sohn, Joseph Théophile Parfait, 3. Herzog von Avaray, der das Hôtel in Wohnungen unterteilen ließ, die er nahen Angehörigen, aber auch familienfremden Mietern zur Verfügung stellen konnte. Darunter waren Joseph Riquet de Caraman, Prince de Chimay, dann Vincenzo Mancat-Amat, Herzog von Vallombrosa und Asinara, jeweils mit ihren Familien, in der ersten Etage, sowie Antoinette-Léontine de Saint-Simon, Marquise de Courtomer, und der Marquis Luigi Durazzo.
Der 3. Herzog von Avaray und seine Frau starben 1859 im Abstand von nur sechs Monaten und der Besitz des Hotels ging auf ihren einzigen Sohn, Ange-Édouard, über. Dort lebt der 4. Herzog von Avaray mit seiner Frau Mathilde-Anne, geborene Rochechouart-Mortemart, und ihren beiden Kindern Louise-Marie und Jules-Victor.
Am 5. April 1920 waren es Hubert de Béziade, 6. Herzog von Avaray, und sein Neffe Édouard, später 7. und letzter Herzog von Avaray, die das Hôtel an das Königreich der Niederlande verkauften.
Während das Äußere des Hotels keine Veränderungen erfahren hat, wurde das Innere stark verzerrt, insbesondere durch die Aufteilung in Apartments im 19. Jahrhundert. Die Renovierungsarbeiten begannen im Jahr 1920 und waren die Aufgabe des ersten niederländischen Bewohners, John Loudon, der von 1919 bis 1940 Botschafter der Niederlande in Frankreich war. 

## Beschreibung
Das Hotel besteht aus einem großen L-förmigen Gebäude, das durch ein monumentales Portal mit der Straße verbunden ist und von zwei Pavillons eingerahmt wird, in denen Küchen, Schuppen und Ställe untergebracht waren. Die Hoffassade ist von der zum Garten hin gelegenen Fassade abgesetzt, da das Grundstück aufgrund der Enge keinen Bau eines weiteren Flügels zulässt, wie die an das Nachbargrundstück angrenzende Hofmauer zeigt, die mit Blendbögen durchbrochen ist, die echte Bögen auf der gegenüberliegenden Seite imitieren, um die relative Symmetrie aufrechtzuerhalten.
Das Hotel blieb in seiner ursprünglichen Konfiguration bis zum Beginn des 19. Jahrhunderts, als zwei aufeinanderfolgende Baumaßnahmen in den Jahren 1814 und 1825 dazu führten, dass fast die gesamte Innenausstattung mit Ausnahme der Haupttreppe und der Halle verschwand. Die Arbeiten der niederländischen Regierung in den 1920er Jahren bestanden darin, den Geist des 18. Jahrhunderts wiederherzustellen.
Im Erdgeschoss des Hôtels befinden sich fünf Lounges und eine Bibliothek, in der Brüsseler Wandteppiche aus dem 16. Jahrhundert und Aubusson-Wandteppiche aus dem 18. Jahrhundert ausgestellt sind, aber auch Gemälde niederländischer Meister aus dem 17. Jahrhundert, insbesondere von Jacob van Ruisdael.
Die Holzarbeiten des Großen Salons, genannt „aux Trophées“, stammen aus einem Hôtel particulier, das sich damals in der Rue de Grenelle Nr. 45 befand und beim Bau des Boulevard Raspail zerstört wurde. 